# Werner Stark
Werner Stark (geboren 2. Dezember 1909 in Marienbad, Österreich-Ungarn; gestorben 4. Oktober 1985 in Salzburg) war ein britisch-US-amerikanischer Soziologe, der sich besonders mit Wissenssoziologie und Religionssoziologie befasste.
Er studierte an den Universitäten Hamburg, Prag und Genf sowie an der London School of Economics. Starks Studien und Lehrtätigkeit umfassten Geschichte, Philosophie, politische Wissenschaften, Recht, Wirtschaft, Literatur, Kunst, Musik und Soziologie. Wegen der Machtergreifung Hitlers musste er nach Großbritannien emigrieren und kehrte erst 1975 nach Österreich zurück, wo er in Salzburg bis zu seinem Tode lehrte.

## Leben
1928 begann er das Studium der Wirtschafts- und Sozialwissenschaften in Hamburg. Dazu belegte er zusätzliche Vorlesungen in Geschichte und Philosophie.
1933 floh er aufgrund der politischen Lage in Deutschland nach Prag. Dort arbeitete er als Wirtschaftsredakteur und Bankangestellter. Gleichzeitig studierte er Jus und war Lektor an der Hochschule für Staatswissenschaften.
1939 musste er wiederum aus Prag fliehen. Nach einer abenteuerlichen Flucht, die ihn nach Bratislava, Wien, Köln und Holland führte, kam er in England an. Dort bekam er das Stipendium der „Society for the Protection of Science and Learning“ und ließ sich mit seiner Frau Käte in Cambridge nieder. Kurz darauf verfasste er einen Artikel über Jeremy Bentham, der im Economic Journal veröffentlicht wurde. Dieser Artikel brachte ihm die Bekanntschaft mit John Maynard Keynes ein. Durch ihn erhielt er auch einen Lehrauftrag an der Universität von Cambridge. Danach folgte er der Einberufung in die britische Armee und absolvierte den Militärdienst.
1945–1951 war Stark Lecturer in Social Theory an der Universität Edinburgh.
1951–1963 wurde er als Reader im Fach the History of Economic (and Sociological) Thought an die Universität Manchester berufen.
1953/1954 erschienen die „Jeremy Benthams Economic Writings“ in drei Bänden, die durch Mittel der „Royal Economic Society“ ermöglicht wurden.
1960/1961 hatte er eine Gastprofessur an der Purdue University (USA), die ihm später auch den Ehrendoktor verlieh.
1962/1963 verbrachte er aufgrund seines abgelaufenen Visums zwei Jahre in Großbritannien.
1963 erhielt er eine Professur für Soziologie an der Fordham University in New York.
1964 wurde er an die Rechts- und Staatswissenschaftliche Fakultät Wien gerufen, nahm das Angebot aber nicht an. Er hatte in Fordham versprochen, dass er mindestens 5 Jahre dort verbleiben würde.
1975 zog er nach der Emeritierung in Fordham nach Salzburg.
4. Oktober 1985 starb er nach langer Krankheit in Salzburg.

## Historischer Kontext
Als Werner Stark 1928 sein akademisches Leben in Hamburg in Angriff nahm, war Adolf Hitler in Deutschland bereits seit einigen Jahren politisch aktiv. 1930 verfasste er einen Artikel für das Propagandaheft der sozialdemokratischen Studenten, woraus auch seine politische Orientierung zu erkennen ist. Als 1933 der Reichstagsbrand mit dem Semesterende zusammen fiel, war es für Stark an der Zeit in seine Heimat zurückzukehren. Es war klar, dass es Sozialisten und Kommunisten in Zukunft schwer werden würde. Hätte er Hamburg nicht verlassen müssen, hätte er Assistent an seiner Universität werden können. Diese Chance blieb ihm aber verwehrt. 1939 wurde Böhmen von den Deutschen übernommen und das Verweilen wäre für Stark äußerst gefährlich gewesen. Er musste erneut fliehen und begann somit seine Karriere in Großbritannien. Allerdings wurde diese durch den Eintritt Großbritanniens in den Zweiten Weltkrieg unterbrochen. Er musste Militärdienst leisten. Zurück in Großbritannien nahm er sein Schaffen wieder auf.
Der Zweite Weltkrieg hat Stark sehr beeinflusst – viele Verwandte von ihm und seiner Frau kamen durch den Nationalsozialismus um. Nach seinem Militärdienst hat er sich außerdem hauptsächlich mit der Verknüpfung von geistigen und gesellschaftlichen Strömungen beschäftigt, woraus einige seiner Werke entstanden.

## Wissenschaftliche Tradition
Hauptsächlich wurde Werner Stark von Immanuel Kant, Cooley und Sumner beeinflusst. Außerdem trug sein Katholizismus einiges bei, den er vor allem in den Schriften von Augustinus, Pascal, Bergson und Newman repräsentiert sah. Weiters greift er auf Rickert, Max Adler und Dilthey zurück. Für seine Werke benötigte er eine kultursoziologische Basis, die er sich unter anderem aus den Werken von Tönnies, Scheler, Vico und Max Weber erarbeitete. Er wird auch oft in Verbindung mit Max Scheler gebracht, genauso wie mit Hegel, Comte, Spengler, Spann, Sorokin und Alfred Weber, die vor allem zu Starks holistisch-koinistischem Funktionalismus beigetragen haben.
Abneigungen hingegen hegte er gegen Pareto und Nietzsche. So sagte er über Nietzsche: "Nietzsches Fall war der eines Irren, doch obwohl seine Auslassungen geistreich waren, waren sie doch nicht realistisch und konnten es gar nicht sein." Pareto hingegen war seiner Meinung nach "...voll von Menschenverachtung, und dieses Vorurteil ist ebenso tödlich für die Wahrheit wie die Menschenbewunderung und -vergötterung..."

## Das Werk in Themen und Thesen
Einen Großteil machen seine Werke über Wissenssoziologie aus. Er betrachtete dieses Themengebiet als „…Studium zwischen Gesellschaftsleben einerseits und Geistesleben andererseits…“. Im Gegensatz zu anderen sieht er den Lehrinhalt der Wissenssoziologie darin, dass es notwendig ist die sozialen Umstände von Geistesleistungen zu studieren um ein Verständnis für Individuen zu erreichen und um Kulturphänomene zu erforschen. Als Ziel seiner Wissenssoziologie soll das Verhältnis zwischen Sozialem und Gedanklichem geklärt werden und eine Methodik die intellektuellen Leistungen auf den Grund geht gefunden werden und Aufschluss über Wesen, Wert und Wirkung dieser Leistung geben. Stark betrachtete die Wissenssoziologie bei seinen Überlegungen immer von einer mikrosoziologischen und makrosoziologischen Seite.
„Wissen“ bedeutet für Stark in jeder Hinsicht soziales Wissen. Das schließt für ihn das Wissen über andere Kulturen, Geschichte und Denk- und Kunstleistungen jeglicher Art mit ein. Naturwissenschaften und formales Wissen aber lehnt Stark in diesem Bereich ab. Genauso verbannt er den Bereich der Ideologie aus der Wissenssoziologie. Seiner Meinung nach befasst sich die Ideologielehre mit der Ursache geistiger Fehlurteile und ist somit die Lehre vom falschen Bewusstsein. Sozial bestimmtes Bewusstsein ist seinen Überlegungen zufolge aber nie falsch und deshalb können Ideologien immer erst im Nachhinein in das Bewusstsein eindringen.
Ein weiterer Teil seiner Arbeit befasst sich mit Religionssoziologie. Religion kann laut Stark den Menschen erniedrigen (statische Religion) aber auch erhöhen (dynamische Religion). Es liegt an der Person was sie daraus macht. Statische Religion zeigt auf, dass wenn das Gesetz stärker als die Liebe ist, die höchste Ebene nicht erreicht werden kann. Nur durch die dynamische Religion kann die Kluft überwunden und die höchste Ebene erreicht werden.

## Rezeption und Wirkung
Werner Stark war weder viel gelesen noch sehr bekannt. Nur die Personen, die sich näher mit Parsons beschäftigten, konnten feststellen, welche hohe Meinung dieser von Stark hatte.

## Werke
- The History of Economics in its relation to social Development (1934 u. 1974)
- America: Ideal and Reality (1947, Neuauflage 1974)
- Jeremy Benthams Economics Writings (1953/54)
- Social Theory and Christian Thought (1959)
- The Fundamental Forms of Social Thought (1962)
- The Sociology of Religion, 5 Bde. (1966–72)
- The Social Bond (1976–86)